# Spilosoma kasloa
Spilosoma kasloa är en fjärilsart som beskrevs av Dyar 1904. Spilosoma kasloa ingår i släktet Spilosoma och familjen björnspinnare. Inga underarter finns listade i Catalogue of Life.